# Enseignement pour l'examen

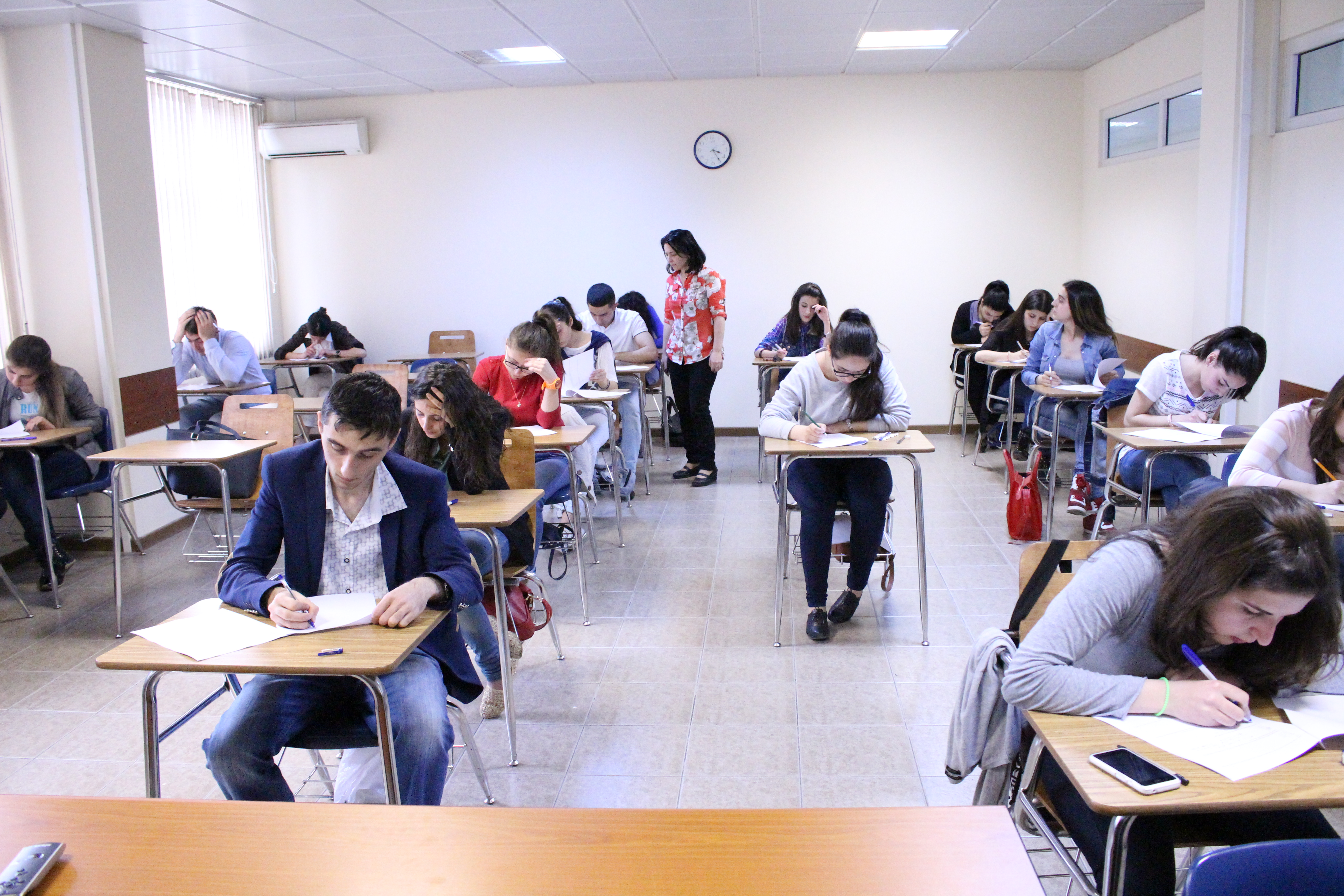
Une salle d'examen

L'enseignement pour l’examen, est une pratique pédagogique dans laquelle l’enseignement a pour objectif de préparer les élèves à la passation d’un examen standardisé. 
Les opposants à cette pratique affirment qu’elle pousse les enseignants à limiter leur enseignement à certaines connaissances ou compétences afin d'accroître la performance des élèves lors de l’examen standardisé. Cela conduit le plus souvent à une répétition excessive de compétences simples et isolées qui empêchent l’enseignant d’envisager un enseignement global du sujet traité. 
Cet état de fait découlerait de la loi de Campbell, le principe général voulant que des facteurs sociaux faussent les données que l’examen standardisé est censé mesurer. De plus, les opposants affirment que les enseignants qui pratiquent l’enseignement pour l’épreuve sont généralement sous la moyenne. Certaines recherches suggèrent que l’enseignement pour l’examen est inefficace et que souvent, il ne parvient même pas à son but premier qui est d’augmenter le score des élèves.

## Définition
L’enseignement pour l’examen consiste en la transmission d’informations suivie de la passation d’un examen portant sur ces informations. L’expression est souvent employée pour désigner l’enseignement qui a pour but d’accroitre les performances, par exemple chez les athlètes. Dans ce cas, l’enseignement pour l’examen est même la pratique dominante. 

## Critiques
Les critiques de cette pratique affirment que les élèves ayant reçu un enseignement pour l’examen ont une pauvre compréhension du sujet à évaluer. Même si les résultats augmentaient à la suite d'un tel enseignement – ce qui n’est pas le cas – les élèves ne maitriseraient même pas vraiment les concepts centraux à l’étude. Cette pratique met l’accent sur la mémorisation et laisse de côté les compétences de création et d’abstraction. Les enseignants qui souhaitent augmenter les résultats à un examen auront plus de succès en favorisant une compréhension profonde et une conceptualisation du sujet à l’étude. Selon un article de Richard D. Kahlenber, tant les enseignants que les élèves consacreraient la majorité de leur temps à l’étude des concepts présentés dans un manuel scolaire pour se préparer aux examens. Toutefois, les élèves n’ont pas seulement besoin de connaissances déclaratives, mais aussi doivent aussi faire preuve de créativité, de morale, d’esthétique et de compétences diverses pour se préparer à passer avec succès un examen. Selon les détracteurs, les examens standardisés ne rencontrent pas les besoins des élèves, pas plus qu’ils ne les aidera dans leur vie future. 
La pratique réduit aussi la validité des examens standardisés et peut mener à une mesure erronée de la réussite d’un élève. Aussi, le Dr. Louis Volante, professeur associé à l’Université Brock, a suggéré que les résultats à une épreuve standardisés ne sont pas nécessairement un indicateur juste de la compétence d’un élève. Certains étudiants peuvent maitriser les apprentissages prévus en classe, mais échouer à l’examen à cause de sa faible capacité à passer un examen. Exceller dans la passation d’examens standardisés ne devrait pas être l’objectif de l’apprentissage ou de l’enseignement. 
D’un autre côté, Gabe Pressman, un correspondant senior à la WNBC-TV a affirmé que les repères d’un examen standardisé pouvaient parfois être l’objet de pressions politiques. Dans plusieurs cas, les résultats sont modifiés pour répondre aux attentes. Il en résulte qu’il ne faut pas automatiquement conclure à une hausse des compétences réelle des élèves lorsque les résultats augmentent. 
W. James Popham, professeur émérite à l’Université de Californie, affirme lui aussi que les examens standardisés sont inéquitables pour les étudiants qui proviennent de milieux différents. Par exemple, les examens constitueraient un enjeu plus important pour les élèves immigrants qui ont probablement utilisé un matériel différent en classe et ont été confrontés à des méthodes pédagogiques différentes. Si l’enseignement pour l’examen persiste dans le système éducatif des États-Unis, le taux d’échec des immigrants demeure élevé. 

## Éthique
Puisqu’elle vise des objectifs à court terme, la pratique est généralement perçue comme non éthique. Une étude parue en 1989 portant sur l’enseignement pour l’examen a mesuré le continuum éthique de la pratique et classé en sept points les variantes, de la plus à la moins éthique : 
1. Enseignement global des objectifs locaux;
2. Enseignement des compétences générales nécessaires à la passation d’un examen;
3. Enseignement des objectifs généralement mesurés par les examens standardisés;
4. Enseignement des objectifs spécifiques de l’examen utilisé;
5. Enseignement des objectifs spécifiques de l’examen en utilisant le même format;
6. Enseignement utilisant un ancien examen ou une réplique qui reprend le format et le contenu de l’examen à passer;
7. Enseignement utilisant l’examen que les élèves devront passer.

L’étude a conclu que le basculement vers un comportement non éthique se situait entre les points 3 et 5, les points 1 et 2 étant considérés comme éthiques alors que les points 6 et 7 sont considérés comme non éthiques. 

## Exemple d’application
Aux États-Unis, le programme No Child Left Behind a contribué à répandre la pratique de l’enseignement pour l’examen, puisque les résultats du programme étaient basés sur les scores obtenus à des examens standardisés. Cela s’est particulièrement vérifié dans les écoles situés en milieux défavorisés, lesquels bénéficiaient largement des subventions gouvernementales.
En France, les écoles préparatoires préparent à plusieurs concours de grandes écoles post-bac. La préparation dure deux ans en moyenne.